# Photo Booth
Photo Booth is een klein programma gemaakt door Apple om foto's en (sinds Mac OS X 10.5) video's te maken met een iSight of andere webcams. Het heeft 17 ingebouwde effecten aan boord (16 filters en 1 normaal beeld) die toegepast kunnen worden op het maken van foto's. Het programma wordt meegeleverd met alle nieuwe Mac's die een ingebouwde iSight-webcam hebben, die gebruikt wordt voor het maken van de foto's. 

Ontwikkelaars kunnen hun eigen effecten ontwikkelen en deze online delen. 
De software werkt nauw samen met chatprogramma's zoals het door Apple meegeleverde iChat of Adium. Op deze manier kan een afbeelding eenvoudig als een avatar gebruikt worden.

## Effecten
Photo Booth heeft twee sets effecten die ingeschakeld kunnen worden bij het maken van een foto. De eerste set kan worden omschreven als een set met fotografische filters die vergelijkbaar zijn met die van Adobe Photoshop, zoals sepia, zwart-wit en glow.
Het tweede set effecten is aangekondigd door Steve Jobs, de baas van Apple. Hij noemde het "tienereffecten", omdat het in zijn ogen waarschijnlijk veel gebruikt zou worden door tieners. Met deze set effecten is het mogelijk om het beeld op een bepaalde manier te vervormen. Dit heeft niets met filters te maken maar meer met beeldmanipulatie. Onder de effecten zijn opblazen, spiegelen en indeuken.
In de laatste versie van Photo Booth, die bij Mac OS X 10.5 geleverd wordt, heeft het programma een nieuwe techniek. Deze techniek wordt chromakey genoemd. Deze wordt ook gebruikt bij het maken van professionele films om de achtergrond van een beeld te veranderen met een afbeelding of een videofragment. Photo Booth kan dit doen op basis van een stilstaande achtergrond die vervangen wordt door een vooraf ingestelde afbeelding of videofragment. Onder de vooraf ingestelde achtergronden die standaard meegeleverd worden met Photo Booth zijn wolken, 'aardspokomst', Eiffeltoren en 'achtbaan'. Achtergronden zijn alleen beschikbaar op Mac's die een Intel processor aan boord hebben. Photo Booth heeft een automatische functie om foto's te draaien zodra deze genomen zijn. De iSight neemt namelijk gespiegelde afbeeldingen.